# Stefan Billborn
Stefan Bo Anders Billborn (Stoccolma, 15 novembre 1972) è un allenatore di calcio svedese, tecnico dell'IFK Göteborg.

## Carriera

### Giocatore
Come calciatore, a livello giovanile ha fatto parte di Högdalen, Älvsjö AIK, Rågsved, Trångsund, Enskede, tutte squadre di quartiere dell'area urbana di Stoccolma. A livello senior ha giocato brevemente nel Gröndals IK, altro club della capitale militante nelle serie non professionistiche.

### Allenatore
A circa 17 anni di età, nel 1989, Billborn è diventato allenatore del Rågsved, squadra in cui aveva anche militato da ragazzino nel periodo compreso fra i 12 e i 16 anni di età.
Nel 1997 è entrato a far parte dell'organizzazione del Brommapojkarna, dove nel corso degli anni ha lavorato con quasi tutte le squadre giovanili. Nel 2011 è stato nominato assistente di Roberth Björknesjö sulla panchina della prima squadra. Con l'addio di Björknesjö al club rossonero, è stato lo stesso Billborn a ereditare la guidare il ruolo di capo allenatore per l'Allsvenskan 2014. Nel corso di quella stagione, la squadra ha partecipato anche all'Europa League 2014-2015 grazie al Fair Play ranking ed è arrivata fino al terzo preliminare dov'è stata eliminata dal Torino. A fine campionato il Brommapojkarna si è classificato all'ultimo posto con soli 12 punti all'attivo, ed è retrocesso.
Chiusa la parentesi al Brommapojkarna, Billborn è tornato a lavorare con i giovani venendo nominato capo dell'accademia dell'Hammarby nell'aprile 2015. Ha mantenuto questo incarico per due stagioni, poi nel 2017 è stato chiamato in prima squadra per ricoprire, insieme a Pablo Piñones-Arce, il ruolo di assistente del capo allenatore danese Jakob Michelsen.
Il 10 gennaio 2018, nella settimana in cui la squadra si era radunata per l'inizio della nuova stagione, Billborn è stato nominato nuovo allenatore della prima squadra al posto dell'esonerato Michelsen. Al suo primo anno sulla panchina biancoverde, la squadra ha sfiorato un posto nelle coppe europee che mancava dall'edizione 2007-2008, ma il 3-3 dell'ultima giornata in trasferta a Östersund ha fatto sfumare il terzo posto. Il piazzamento è stato invece centrato l'anno successivo, con l'Hammarby che ha chiuso il campionato 2019 in terza posizione. Nella stagione 2020 invece è arrivato un ottavo posto.
Il 30 maggio 2021 la squadra ha vinto la prima Coppa di Svezia della propria storia, battendo l'Häcken ai rigori nella finale secca disputata in casa. Nonostante ciò, l'11 giugno seguente, nel corso della pausa estiva dell'Allsvenskan 2021, la dirigenza lo ha esonerato, adducendo il bisogno di un cambiamento per il continuo sviluppo sportivo. Sino a quel momento, in campionato la squadra aveva raccolto tre vittorie, due pareggi e tre sconfitte nelle prime otto giornate.
Il 7 gennaio 2022 è stato nominato nuovo allenatore dei norvegesi del Sarpsborg 08, a cui si è legato fino al 31 dicembre 2024 così come avvenuto per il suo assistente e connazionale Joachim Björklund. La sua formazione ha chiuso all'ottavo posto sia nell'Eliteserien 2022 che nell'edizione 2023. Ha iniziato in Norvegia anche la stagione 2024, tuttavia il 23 giugno, durante la pausa estiva con la squadra penultima in classifica dopo undici giornate, è stata resa nota la separazione tra il club e la coppia formata da Billborn e Björklund.
A soli due giorni di distanza dall'annuncio del club norvegese, il 25 giugno 2024, Billborn è stato nominato nuovo capo allenatore dell'IFK Göteborg, così come allo stesso tempo Joachim Björklund ha rivestito anche in questo caso il ruolo di assistente. I biancoblù, tredicesimi dopo dodici giornate, erano alla ricerca di un nuovo allenatore dopo la partenza di Jens Berthel Askou. La squadra ha poi raggiunto la salvezza diretta all'ultima giornata riuscendo a chiudere al quartultimo posto in classifica grazie al numero di gol segnati, visto che aveva gli stessi punti e la stessa differenza reti dell'IFK Värnamo terzultimo.

## Palmarès

### Allenatore
- Coppa di Svezia: 1

Hammarby: 2020-2021